# 63 p.n.e.
| [ Edytuj tabelę ] |                                                                                            |
| Król Armenii      | - 95 p.n.e. Tigranes II 55 p.n.e.                                                          |
| Król Bosporu      | - 66 p.n.e. Mitrydates Eupator 63 p.n.e. - 63 p.n.e. Farnakes 47 p.n.e.                    |
| Cesarz Chin       | - 74 p.n.e. Han Xuandi 49 p.n.e.                                                           |
| Władca Egiptu     | - 80 p.n.e. Ptolemeusz XII 51 p.n.e.                                                       |
| Król Judei        | - 67 p.n.e. Arystobul II 63 p.n.e. - 63 p.n.e. Jan Hirkan II 40 p.n.e.                     |
| Król Kommageny    | - 70 p.n.e. Antioch I 36 p.n.e.                                                            |
| Król Nabatei      | - 84 p.n.e. Aretas III 60 p.n.e.                                                           |
| Król Paflagonii   | - 63 p.n.e. Attalos 40 p.n.e.                                                              |
| Król Partów       | - 70 p.n.e. Fraates III 57 p.n.e.                                                          |
| Król Pontu        | - 120 p.n.e. Mitrydates VI Eupator 63 p.n.e.                                               |
| Władca Seleucydów | - 70 p.n.e. Seleukos VII Kybiosaktes 60 p.n.e. - 65 p.n.e. Filip II Philoromaeus 63 p.n.e. |

Rok 63 p.n.e.
stulecia: II wiek p.n.e. ~
I wiek p.n.e. ~
I wiek

lata: 73 p.n.e. «
67 p.n.e. «
66 p.n.e. «
65 p.n.e. «
64 p.n.e. «
63 p.n.e. »
62 p.n.e. »
61 p.n.e. »
60 p.n.e. »
59 p.n.e. »
53 p.n.e.

## Wydarzenia
- Cyceron sprawował konsulat w Rzymie.
- Mitrydates VI Eupator odebrał sobie życie. Pont został prowincją rzymską.
- Pompejusz zdobył Jerozolimę. Jan Hirkan II pro-rzymskim królem Judei.
- Sprzysiężenie Katyliny, udaremniony spisek w republice rzymskiej.
- Seleucki król Filip II został ostatecznie pokonany przez Rzymian.

## Urodzili się
- Marek Agrypa, rzymski wódz i polityk (data sporna lub przybliżona)
- Oktawian August, cesarz rzymski (zm. 14).

## Zmarli
- Kwintus Cecyliusz Metellus Pius, rzymski pontifex maximus.
- Publiusz Korneliusz Lentulus Sura, rzymski polityk.
- Mitrydates VI Eupator, król Pontu.
- Stratonika, żona Mitrydatesa.